# GE Aviation Czech
GE Aviation Czech s.r.o. je česká společnost, která se zabývá konstrukcí, výrobou a opravami leteckých turbovrtulových motorů pro komerční, obchodní a všeobecné letectví. Společnost je součástí celosvětové sítě General Electric, konkrétně patří do divize GE Aviation, která patří mezi největší výrobce letadlových motorů na světě.[zdroj?] Společnost GE Aviation Czech byla založena v roce 2007 odkoupením společnosti Walter. Obrat společnosti v roce 2015 činil 1 012 mil. Kč. Společnost zaměstnávala v roce 2016 více než 400 lidí. Majiteli společnosti jsou GE Holdings, LUXEMBOURG & CO S.a.r.l a General Electric International.[zdroj?]

## Historie
GE Aviation navazuje na českou společnost Walter, kterou koupila v roce 2008, a na její více než devadesátiletou tradici v oblasti letectví. Společnost Walter Motors a.s. (tehdy Walter a spol.) byla založena Josefem Walterem v roce 1911. Nejdříve společnost vyráběla motorové tříkolky, poté se přesunula i k výrobě automobilů a leteckým motorům. Waltrovka je také název pro bývalou továrnu v pražských Jinonicích, kde výroba motorů skončila v roce 2008.
Zatímco Josef Walter pracoval na svých motorech, tak v USA GE, u jehož vzniku stál i Thomas Alva Edison, vzkvétalo. Na žádost americké vlády vyvinulo první letadlové turbodmychadlo. Vznikl tak Letadlový motor svobody (Liberty aircraft engine) v roce 1917.[zdroj?]
Několik let poté v roce 1923 byl v Československu vyvinut první letadlový motor českého designu, hvězdicový, vzduchem chlazený pětiválec Walter NZ-60 pro sportovní a výcvikové letectví. Walter během následujících let vyvinul řadu hvězdicových motorů, v roce 1932 byla započata sériová výroba řadových invertních motorů. V druhé polovině 30. let již motory Walter poháněly letadla ve více než 20 zemích. GE v USA v roce 1942 představilo první proudový motor, tzv. I-A engine. V roce 1946 byla společnost Walter znárodněna a přejmenována na Motorlet, ale jména motorů zůstala stejná. O patnáct let později byl vyvinut první československý proudový motor M701 pro letoun Aero L-29 Delfín. Dalšího mezinárodního úspěchu společnost získala v roce, kdy se motor Walter M601 stal první motorem ve střední a východní Evropě, který získal certifikaci Federální letecké správy (FAA) a vstoupil tak na americký trh.[zdroj?]
V roce 2008 byla společnost Walter odkoupena společností GE Aviation a vznikla tak GE Aviation Czech, která ve stejném roce vyvinula svůj první motor GE H80. Jedním z důvodů, proč se GE rozhodla takto investovat do české firmy, byl (kromě záměru modernizovat známý a spolehlivý motor M601), zejména záměr vstoupit na trh turbovrtulových motorů a vyvinout zcela novou řadu turbovrtulových motorů s nejmodernějšími technologiemi GE.

## Současnost
Motor GE H80 zaznamenal úspěch, za necelý rok od uvedení na trh byl vybrán pro americký letoun Thrush. V roce 2011 získal certifikaci evropskou agenturou EASA, v roce 2012 vstoupil na americký trh a byl certifikován FAA. Další 2 motory řady H získaly certifikaci FAA a EASA v následujících letech. Motory pohání americký letoun Thrush 510G, letouny L410 a L410NG vyráběné v České republice, americký Nextant G90XT, čínskou Caiga AG300 a další, celkem společnost oznámila 15 leteckých aplikací motorů řady H. V roce 2016 získala společnost certifikaci systému elektronického řízení motoru a vrtule agenturou EASA. V současnosti patří mezi jediného výrobce ve svém segmentu turbovrtulových leteckých motorů, který tuto technologii nabízí. GE plánuje svou výrobu v České republice ještě rozšířit. 20. října 2016 GE a Česká republika podepsaly investiční smlouvu: GE Aviation v ČR postaví novou centrálu turbovrtulových motorů a zdvojnásobí počet svých zaměstnanců. Nová centrála rozšíří stávající výrobu motorů řady H o zcela nový motor Advanced Turboprop (ATP), dosud nejpokročilejší motor pro turbovrtulové letouny.

## Design a vývoj
GE Aviation Czech v roce 2015 představila nový turbovrtulový motor ATP (Advanced Turboprop), který si společnost Textron Aviation vybrala pro svůj nový jednomotorový letoun SETP (Single Engine Turboprop). Nový turbovrtulový motor s výkonem 1 300 koní na hřídeli je prvním přírůstkem do nové rodiny turbovrtulových motorů GE, které budou pohánět busi-ness letouny a letadla všeobecného letectví. Motor dosahuje bezkonkurenčního celkového tlakového poměru (OPR) 16 : 1, díky čemuž dokáže oproti konkurenci ve stejné třídě ušetřit až 20 % spotřeby paliva a dosáhnout o 10 % vyššího letového výkonu. Provozní doba se prodloužila na 4 000 až 6 000 letových hodin mezi generálními opravami a motor se dále vyznačuje vynikající retencí výkonu.

## Spolupráce s vysokými školami
GE Aviation Czech dlouhodobě spolupracuje s technicky zaměřenými vysokými školami, mimo jiné podepsala memorandum s Českým vysokým učením technickým (ČVUT) o spolupráci, jejímž cílem je podpořit praktické vzdělávání studentů a spolupracovat na řadě mezinárodních projektů.

## Společenská odpovědnost
Česká komora celosvětové firemní iniciativy GE Volunteers se zapojuje do různých dobrovolnických akcí, česká divize GE Aviation tak v roce 2015 absolvovala 350 dobrovolnických hodin. Společnost také neustále snižuje dopad na životní prostředí pomocí snižování tvorby emisí.